# Rincón Juárez
Rincón Juárez es una localidad del San Pedro Tapanatepec, en el Distrito de Juchitán, en el estado de Oaxaca. Siendo la tercera localidad más poblada, por detrás de la cabecera municipal y Los Corazones.

## Ubicación
La localidad se ubica a 21.8 km al sureste de la cabecera municipal, a orillas de la Laguna del Mar Muerto, en las coordenadas geográficas 16°16′50″N 94°21′18″O / 16.28056, -94.35500.